# Iglesia de Nuestra Señora del Sagrado Corazón (Medellín)
La Iglesia de Nuestra Señora del Sagrado Corazón es un templo colombiano de culto católico, dedicado a la Virgen María bajo la advocación del Sagrado Corazón, está localizado en el barrio Buenos Aires en la ciudad de Medellín, por lo que también se le conoce como Iglesia de Buenos Aires. Pertenece a la jurisdicción eclesiástica de la Arquidiócesis de Medellín. 
El edificio fue diseñado por Francisco Nevechi y es de estilo neogótico. Su planta tiene forma de cruz latina, su interior está constituido de una sola nave longitudinal, que a su vez está atravesada por el transepto o nave transversal que forma los brazos de la cruz.

## Historia
El 4 de marzo de 1896 los habitantes de Buenos Aires solicitaron permiso para construir una capilla en honor de Nuestra Señora del Perpetuo Socorro. El padre Víctor aprobó el 8 de abril. El vicario capitular Rafael María Gonzáles lo concedió el 18 de septiembre y nombre una Junta. Pero no consta que esa capilla haya sido construida.
El 26 de agosto de 1902 los habitantes de Buenos Aires, quebrada arriba, y Cuchillón solicitaron al arzobispo Joaquín Pardo Vergara permiso para construir un templo en Buenos Aires. Afirman que cuentan con un terreno donado para la edificación en el "El Camellón que va a la Puerta inglesa". No solicitan título especial para el templo. El arzobispo concede el permiso el 11 de septiembre de ese mismo año, pero poniendo cinco condiciones; que se haga escritura del terreno, que el lote sea suficiente, que el cura de la Catedral intervenga, que no se desmejoren las limosnas de la Parroquia y que costeen el capellán.

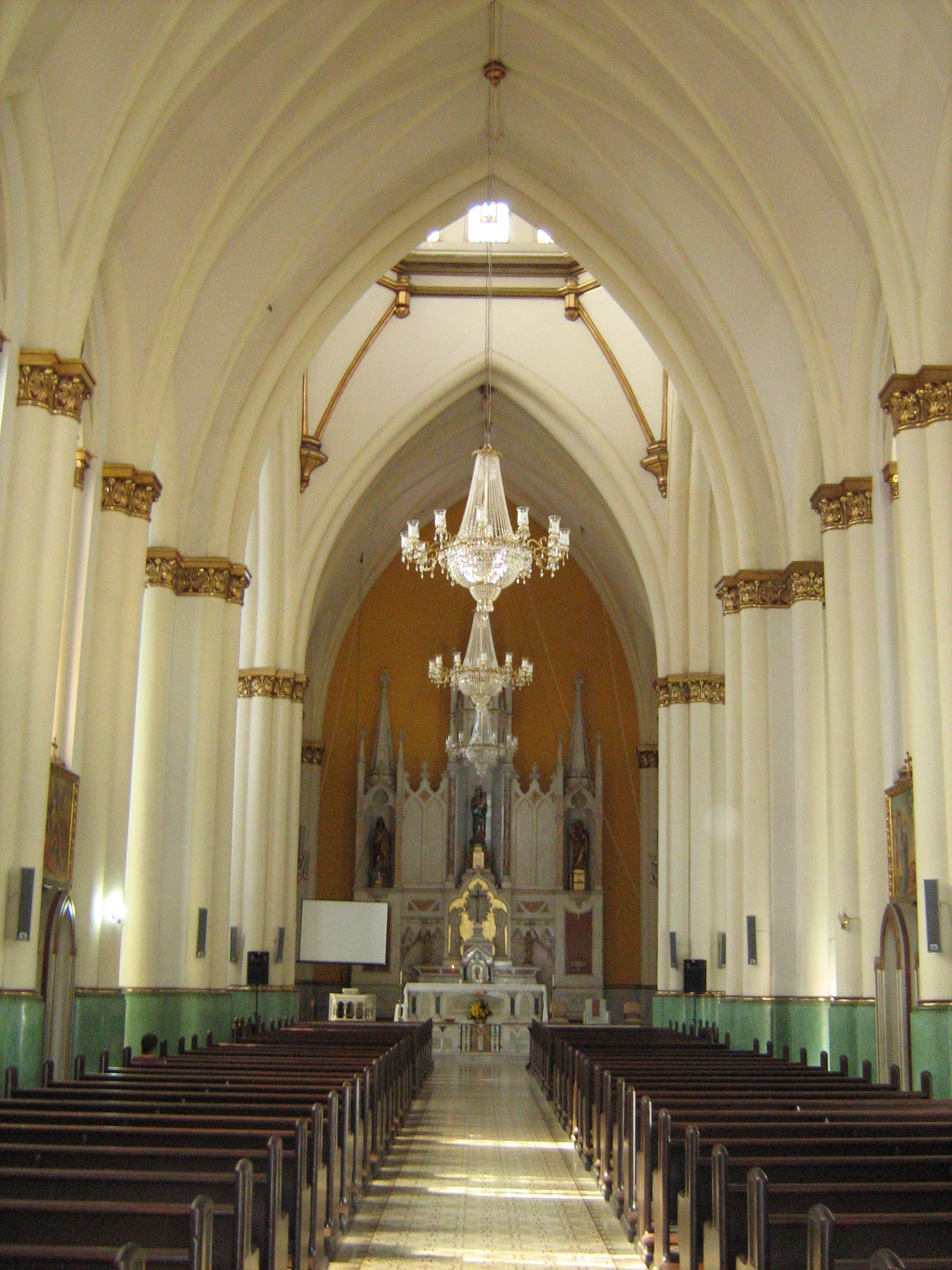
Interior

En ese mismo año (1902) Pardo Vergara bendijo la primera piedra dando inicio a la construcción de la obra. El diseño del templo fue del arquitecto Francisco Nevechi. El terreno lo donó Mercedes Saldarriaga de Botero, que en la época de la colonial pertenecieron a Cristóbal de Acevedo. El primer encargado de la construcción fue el padre Sabino Giraldo quien dejó los cimientos y empezada la construcción. Continuó como encargado hasta la terminación el padre Luis Gaviria. Ambos sacerdotes tuvieron la costumbre de solicitar limosnas en la plaza de mercado dos días en la semana.
El 23 de noviembre de 1926 se solicitó permiso para mandar a pintar las Estaciones del Viacrucis, para lo cual se contrató al pintor belga Georges Brasseur, director de la escuela de la Escuela de Pintura del Instituto de Bellas Artes. En diciembre de 1927 se envió una descripción del altar de mármol que se pretendía contratar. El 13 de marzo de 1928 se contrató con Marmolería Artística de Hermenegildo Bibolotti. En septiembre de 1928 ya estaba colocado el Viacrucis.
Finalmente, el 12 de agosto de 1931 el arzobispo Manuel José Caycedo Martínez inauguró y bendijo el templo. En 1935 se consiguió la casa cural, escritura N.º 1.653. En 1950 llegó el órgano. El actual organista titular de la parroquia es Tomás Pérez Arteaga, reconocido como el organista más joven de la ciudad y una gran promesa musical.

## Horarios de Eucaristías
| Horario de misas                                             |
| Domingos                                                     |
| ------------------------------------------------------------ |
| 8:00 a. m., 10 a. m., 12 m., 4:00 p.m., 6:00 p.m., 7:00 p.m. |
| Lunes a Sábado 7:00 a. m., 8:00 a. m., 4:00p.m., 6:30p.m.    |